# Blagoveštenski sabor
Blagoveštenski sabor je bio posljednji politički sabor Srba u Austrijskom Carstvu, održan na blagdan Blagovijesti 1861. godine u Srijemskim Karlovcima pod predsjedanjem patrijarha Josifa Rajačića. Sudionici sabora zahtijevali su poseban teritorij za Srbe (Vojvodinu sa Srijemom, donjom Bačkom i Banatom) s vojvodom i vlastitom administracijom. Austrijski car Franjo Josip I. nije nikad potvrdio zaključke Blagoveštenskog sabora, a Ugarski sabor nije ih ni razmatrao.
Hrvatski slikar Vlaho Bukovac naslikao je Blagoveštenski sabor 1861. godine.